# コンスクエンス・オブ・カオス
『コンスクエンス・オブ・カオス』（Consequence of Chaos）は、アメリカ合衆国のギタリスト、アル・ディ・メオラが2006年に発表したスタジオ・アルバム。原盤権を持つレーベルはテラークだが、日本のユニバーサルミュージックから先行発売された。

## 背景
ディ・メオラは大半の曲でアコースティック・ギターとエレクトリック・ギターを併用したが、「タークォイズ」、「クライ・フォー・ユー」、「アフリカーナ・スィート」、「サン・マルコ（ヴェッキオ）」ではアコースティック、「レッド・ムーン」と「テンペスト」ではエレクトリックのみ使用した。ディ・メオラ自身は本作に関して「何曲かのアコースティック・ナンバーも含まれているけど、ソリッド・ボディのエレクトリック・ギターの演奏に回帰したレコード」と説明している。
収録曲のうち「オデッセイ」、「サンクチュアリー」、「ジャスト・スリー・ワーズ」、「ストーム・オフ・ショア」はディ・メオラ自身の多重録音による演奏で、他のプレイヤーは参加していない。

## 反響・評価
『ビルボード』のジャズ・アルバム・チャートでは9位に達した。
Hal Horowitzはオールミュージックにおいて5点満点中3.5点を付け「本作ではエレクトリック・ギターが多用されたのに加えて、かつてディ・メオラと共演したチック・コリア、スティーヴ・ガッド、バリー・マイルスとの再会セッションも含まれているが、ここ何十年の間に彼の特徴となっていた、ワールドミュージック色や繊細な枠組みが支配的である」「チック・コリアは2曲のみの参加だが、いずれも聴き所となっている」と評している。また、『CDジャーナル』のミニ・レビューでは「ディメオラお得意のスパニッシュ・フレイバーやラテン・リズムの曲もクオリティが高く、サウンドには彼のイメージが鮮やかに投影されている」と評されている。

## 収録曲
全曲ともアル・ディ・メオラ作曲。
1. サン・マルコ（モデルナ） - "San Marco (Moderna)" - 4:54
2. タークォイズ - "Turquoise" - 7:28
3. オデッセイ - "Odyssey" - 0:55
4. タオ - "Tao" - 6:01
5. アズカール - "Azucar" - 7:46
6. サンクチュアリー - "Sanctuary" - 2:09
7. ヒプノーズ - "Hypnose" - 4:48
8. レッド・ムーン - "Red Moon" - 4:30
9. クライ・フォー・ユー - "Cry for You" - 4:14
10. ジャスト・スリー・ワーズ - "Just Three Words" - 1:19
11. テンペスト - "Tempest" - 9:00
12. ストーム・オフ・ショア - "Storm Off-Shore" - 1:06
13. ブラック・パールズ - "Black Pearls" - 3:06
14. アフリカーナ・スィート - "Africana Suite" - 4:46
15. サン・マルコ（ヴェッキオ） - "San Marco (Vecchio)" - 1:51

## 参加ミュージシャン
- アル・ディ・メオラ - アコースティック・ギター(on #1, #2, #3, #4, #5, #6, #7, #9, #10, #12, #13, #14, #15)、エレクトリック・ギター(#1, #3, #4, #5, #6, #7, #8, #10, #11, #12, #13)、キーボード(on #1)、パーカッション(on #1, #2, #3, #4, #6, #10, #12)、シンバル(on #2, #13)、キーボード・プログラミング(on #3, #6, #10, #12)、ドゥンベック(on #13)、フロアタム(on #13)、マリンバ(on #14)
- マリオ・パルミサーノ - ピアノ(on #1, #7, #8, #11, #13)、キーボード(on #1, #7, #8, #11, #13)
- バリー・マイルス - ピアノ(on #2, #4, #5, #13, #15)、キーボード(on #2, #4, #5, #13, #15)、マリンバ(on #2)
- チック・コリア - ピアノ(on #8, #9)
- ジョン・パティトゥッチ - ベース・ギター(on #1)、アコースティック・ベース(on #2, #5, #13, #15)
- ヴィクター・ミランダ - ベース・ギター(on #4, #11)、エレクトリック・アップライト・ベース(on #7, #8)
- アーニー・アダムス - ドラムス(on #1, #4, #8, #11)、パーカッション(on #4, #7, #11)、コンガ(on #7)、ボンゴ(on #7)
- スティーヴ・ガッド - ドラムス(on #1, #5)
- ガンビ・オーティス - コンガ(on #1, #8)、パーカッション(on #5, #7, #8, #11)
- コーネル・ホルバス - ウドゥ(on #14)、ガトー・ドラム(on #14)、シェイカー(on #14)